# Bettystown
Bettystown (irisch Baile an Bhiataigh), früher auch unter dem Namen Betaghstown bekannt, ist eine Ortschaft in der Grafschaft Meath in Irland. Zusammen mit den benachbarten Dörfern Donacarney, Mornington und Laytown bildet es die städtische Siedlung Laytown–Bettystown–Mornington–Donacarney mit einer Gesamtbevölkerung von 15.642 Einwohnern bei der Volkszählung 2022.

## Geografie
Bettystown liegt wenige Kilometer östlich von Drogheda an der Irischen See. Der Ort liegt ca. 45 Kilometer nördlich von Dublin. Nördlich der Siedlung mündet der Boyne in die Irische See.

## Wirtschaft
Dank des lokalen Strandes, einer Reihe von Wohnwagenparks und verschiedener Unterhaltungsmöglichkeiten am Meer ist der Ort im Sommer ein beliebtes Ausflugsziel für die Bewohner von Dublin. Dank der günstigen Lage zwischen Belfast und Dublin hat der Ort eine erfolgreiche wirtschaftliche Entwicklung erlebt. Bettystown fungiert auch als eine Schlafstadt und einige Einwohner pendeln zur Arbeit nach Dublin.

## Infrastruktur
Die Strecke der Dublin and Drogheda Railway wurde am 25. Mai 1844 mit einem Bahnhof in Bettystown eröffnet. Dieser Bahnhof wurde jedoch bald darauf im November 1847 geschlossen, und seither wird das Dorf vom Bahnhof Laytown bedient, der ebenfalls am 25. Mai 1844 an der Strecke der Dublin and Drogheda Railway eröffnet wurde. 
Die Linie D1 von Bus Éireann verkehrt zwischen Laytown und Drogheda über Bettystown.

## Persönlichkeiten
- Cathal Doyle (* 1997), Mittelstreckenläufer
- Evan Ferguson (* 2004), Fußballspieler